# GD-ROM
GD-ROM (Giga Disc Read Only Memory) ist ein proprietäres optisches Speichermedium für die Spielkonsole Sega Dreamcast.
Sie ähnelt der CD-ROM und unterscheidet sich von dieser dadurch, dass die Pits näher beieinanderliegen (Double-Density-Verfahren). Dadurch wurde eine höhere Speicherkapazität von 1,2 GB ermöglicht – fast das Doppelte einer normalen 650 MB CD-ROM. Neben dem hauptsächlichen Verwendungszweck (der Dreamcast) wurde das Medium auch für verschiedene Arcade-Systeme benutzt (Naomi, Chihiro und Triforce). Neben der Speicherkapazität erhöhte Sega mit dem neuen Medium auch die Kopiersicherheit, denn die GD-ROM kann mit CD- oder DVD-Hardware nicht komplett ausgelesen werden.
Eine GD-ROM besteht aus zwei Datenbereichen und einem Trennbereich. Der innere Datenbereich enthält einen Yellow-Book-CD-ROM-Track und einen Red-Book-CDDA-Track. Dieser Bereich kann von jedem CD-Laufwerk ausgelesen werden. Der zweite, äußere Datenbereich enthält die eigentlichen Spieldateien. Dieser Bereich kann von einem CD- oder DVD-Laufwerk nicht ohne Weiteres ausgelesen werden. Zwischen den beiden Datenbereichen befindet sich der schmale Trennbereich, der den Schriftzug Produced by or under license from SEGA Enterprises LTD Trademark SEGA, jedoch keine Daten enthält.
Das Format wurde von Yamaha für Sega entwickelt.
Das in der Sega Dreamcast verbaute GD-ROM-Laufwerk arbeitet mit konstanter Winkelgeschwindigkeit (CAV) und liest Daten mit der 12-fachen Datenübertragungsrate eines einfachen CD-ROM-Laufwerks (also 153,6 kB/s × 12 ≈ 1,84 MB/s). Die durchschnittliche Zugriffszeit liegt bei 200 ms.
Anfang 2007 stellte Sega die GD-ROM-Produktion ein.